# Колосов, Анатолий Иванович
Анатолий Иванович Колосов (4 августа 1941 — 5 декабря 2018) — украинский учёный, внес весомый вклад в исследования нелинейных краевых задач математической физики со свободной границей, что позволило получить двусторонние приближения к решению ряда задач гидро — и газодинамики, физики плазмы, теории химических реакций и т. д.; старший научный сотрудник научного сектора ХИИКС (в настоящее время — Харьковский национальный университет городского хозяйства имени А. Н. Бекетова), референт международного реферативного журнала «Zentralblatt fiir Mathematik» (Берлин, Германия) (1990 г.), доктор физико-математических наук (1992 г.), заведующий кафедрой высшей математики ХИИКС (1992—2018 гг.), член докторского совета по защите диссертаций, профессор кафедры высшей математики ХГАГХ (1994 г.), заслуженный профессор ХГАГХ (2002 г.), член специализированного совета по защите кандидатских и докторских диссертаций при Институте проблем машиностроения НАН Украины, председатель государственной экзаменационной комиссии на кафедре прикладной математики Харьковского технического университета радиоэлектроники (ХТУРЭ) (2001 г.), член учёного совета ХГАГХ.

## Биография
Родился Анатолий Иванович 4 августа 1941 года в городе Херсоне.
В 1958 г. закончил Херсонскую среднюю школу № 6 с золотой медалью.
В этом же году сдал вступительные экзамены и был зачислен на механико-математический факультет Харьковского государственного университета имени М. Горького (ХНУ им. В. Н. Каразина).
1963—1964 гг. — инженер в Украинском физико-техническом институте низких температур АН УССР (г. Харьков) в отделе теоретической физики.
1964—1967 гг. — аспирант механико-математического факультета ХГУ им. М. Горького.
С 1967 г. начал научно-преподавательскую деятельность в Харьковском институте инженеров коммунального строительства (ХИИКС).
1970 г. — ассистент кафедры высшей математики ХИИКС.
1971 г. — присвоена научная степень кандидата физико-математических наук.
1972 г. — старший преподаватель кафедры высшей математики ХИИКС.
1974 г. — утверждён в учёном звании доцента кафедры высшей математики ХИИКС.
1982 г. — доцент кафедры высшей математики ХИИКС.
1984 г. — старший научный сотрудник научного сектора ХИИКС.
1990 г. — получил Почётную грамоту Государственного комитета СССР по народному образованию.
1991 г. — награждён Почётной грамотой Министерства высшего и среднего специального образования.
1992 г. — присуждена научная степень доктора физико-математических наук, избран на должность профессора кафедры высшей математики, назначен заведующим кафедрой высшей математики ХИИГХ.
1994 г. — присвоено учёное звание профессора кафедры высшей математики ХГАГХ.
2002 г. — присвоено почётное звание «Заслуженный профессор ХГАГХ».
2017 г. — получил Почётную грамоту Кабинета Министров Украины.

## Педагогическая деятельность
После окончания аспирантуры Харьковского университета им. М. Горького (сейчас ХНУ им. В. Каразина) в 1967 году Анатолий Иванович был направлен в Харьковский институт инженеров коммунального строительства (сейчас ХНУГХ им. А. Н. Бекетова) на кафедру высшей математики, где работал до 2018 года. За эти годы он прошёл путь от ассистента до заведующего кафедрой.
С 1971 г. А. И. Колосов работал руководителем предметной комиссии по математике на вступительных экзаменах в ХИИКС, руководил методическим семинаром кафедры высшей математики, постоянно консультировал по вопросам математики студентов, аспирантов и научных сотрудников.
Уделяя большое внимание подготовке кадров высокой квалификации, Анатолий Иванович с 1994 года преподавал курсы «Высшая математика» и «Дискретная математика» в Харьковская национальная академия городского хозяйства (ныне ХНУМГ им. А. Н. Бекетова). Несколько лет вёл в лицее при ХНАГХ факультативный курс «Дискретная математика». Как штатный профессор кафедры высшей математики ХНАГХ читал лекции, осуществлял курсовое и дипломное проектирование, подготовку бакалавров, магистров и аспирантов. Им были разработаны учебные планы, курсы лекций и учебные пособия для таких базовых курсов как: «Высшая математика», «Дискретная математика», которые изучают студенты всех факультетов.
За годы преподавательской работы А. И. Колосовым было подготовлено и напечатано более 50 учебно-методических изданий. Ежегодно под его руководством студенты готовили доклады к участию во всеукраинских студенческих олимпиадах, научных конференциях, посвящённых актуальным темам в области математики, публиковали статьи и тезисы докладов в сборниках трудов университета.

## Научная деятельность
Тематика научных интересов Анатолия Ивановича Колосова относится к области исследования нелинейных краевых задач на незакреплённом отрезке для обыкновенных дифференциальных уравнений математической физики, нелинейных операторных уравнений в полуупорядоченных пространствах.
В 1934 году выдающимся итальянским и американским физиком, нобелевским лауреатом Энрико Ферми и английским физиком Джоном Томасом была сформулирована нелинейная краевая задача на незакреплённом отрезке, в том числе и на полуоси, впоследствии известная как задача Томаса-Ферми из статической теории атома. Эта задача не имеет точного аналитического решения. Приближенное решение задачи получено рядом физиков и математиков. Первым был сам Энрико Ферми.
В 1968 году А. И. Колосов получил окончательное решение этой проблемы, построив двусторонние приближения с любой степенью точности, сходящихся по норме к единому решению задачи Томаса-Ферми.
Достичь этого удалось благодаря предложенному А. И. Колосовым методу решения краевых задач на незакреплённом отрезке, названном методом двойного отражения. Метод основан на переходе от краевой задачи к эквивалентному ей нелинейному интегральному уравнению в полуупорядоченном пространстве с конусом. Подобные нелинейные операторные уравнения исследовались школой известного математика профессора М. А. Красносельского.
В 1971 году А. И. Колосов защитил диссертацию «Монотонные решения сингулярной краевой задачи на полуоси для нелинейного обыкновенного дифференциального уравнения второго порядка» на степень кандидата физико-математических наук.
А. И. Колосов впервые построил двусторонние приближения для решения задач Фокнера-Скен, Больцмана-Пуассона и других задач.
Колосов А. И. занимался исследованием нелинейных операторных уравнений в полуупорядоченных пространствах с конусом. Им было установлено, что ряд основных результатов М. А. Красносельского для вогнутых монотонных операторов могут быть перенесены на нелинейные псевдовогнутые гетеротонные операторы, введённые в рассмотрение профессором В. И. Опойцевым. Достигается это путём построения двух вложенных пространств. Результат этой работы был опубликован в 1986 году в Сибирском математическом журнале, в статье «Об одном классе уравнений с операторами, обладающих свойствами вогнутости».
Все указанные результаты исследований легли в основу докторской диссертации «Нелинейные краевые задачи со свободными границами для обыкновенных дифференциальных уравнений математической физики» (укр.). Дата обращения: 14 марта 2019. Архивировано из оригинала 7 февраля 2019 года., защищённой А. И. Колосовым в Институте прикладной математики имени М. В. Келдыша АН СССР (ИПМ РАН, Москва, РФ) в 1991 году.
С 1992 г. по 2018 г. А. И. Колосов заведовал кафедрой высшей математики Харьковского национального университета городского хозяйства имени А. Н. Бекетова, где возглавлял научно-исследовательскую работу по теме «Исследование современных проблем математики и их приложений», много времени уделял научно-педагогической деятельности, являлся руководителем аспирантской подготовки. В 1998 году его аспирант В. Е. Путятин в Саутгемптонском университете (Англия) защитил диссертацию на присвоение научной степени доктора философии. Учёный поддерживал научные связи с Институтом прикладной математики имени М. В. Келдыша (ИПМ РАН, Москва) (РФ), Латвийским университетом имени П. Стучки (Рига, Латвия), другими научными центрами Украины и зарубежья.
А. И. Колосов вёл активную научную деятельность и участвовал во многих национальных и международных научных конференциях и симпозиумах (Беларусь, Латвия, Польша).

## Публикации
Колосов А. И. — автор и соавтор более 100 научных работ, а именно:
- учебных пособий — 7;
- учебно-методических изданий и конспектов лекций — 50;
- монографий — 4;
- более 60 научных статей и тезисов докладов.
- Список опубликованных работ профессора А. И. Колосова см. в разделе «Ссылки»[4].

## Награды и звания
- Медаль: «Ветеран труда» (1988 г.)
- Почётные звания: «Заслуженный профессор ХГАГХ» (2002 г.)
- Почётные грамоты: Почётная грамота Государственного комитета СССР по народному образованию (1990 г.), Почётная грамота Министерства высшего и среднего специального образования (1991 г.), Почётная грамота Кабинета Министров Украины (2017 г.)